# Championnat du Danemark de football 1954-1955
Navigation
Saison précédente Saison suivante
La saison 1954-1955 du Championnat du Danemark de football était la 42e édition du championnat de première division au Danemark. Les 10 meilleurs clubs du pays sont regroupés au sein d'un poule unique où chaque formation rencontre tous ses adversaires deux fois, à domicile et à l'extérieur. Le club classé dernier est relégué en D2 et remplacé par le champion de la division inférieure.
Pour la 2e année consécutive, un club de province remporte la compétition. C'est l'AGF Aarhus qui remporte le titre en terminant en tête de la poule. C'est le tout premier titre de champion du Danemark de l'histoire du club. Le club d'Aarhus réalise même le doublé en battant l'Aalborg Chang en finale de la toute première Coupe du Danemark. Pour couronner l'ensemble de sa saison, l'AGF Aarhus devient le premier club danois de l'histoire à participer à la Coupe d'Europe.

## Les 10 clubs participants
| - Skovshoved IF - B 1909 Odense - Promu de D2 - BK Frem Copenhague - Boldklubben 1903 - Akademisk Boldklub | - OB Odense - KB Copenhague - Esbjerg fB - Køge BK - AGF Aarhus |

## Compétition

### Classement
Le barème utilisé pour établir le classement est le suivant :
- Victoire : 2 points
- Match nul : 1 point
- Défaite : 0 point

| Rang | Équipe             | Pts | J  | G  | N | P  | Bp | Bc | Diff |
| ---- | ------------------ | --- | -- | -- | - | -- | -- | -- | ---- |
| 1    | AGF Aarhus (C)     | 25  | 18 | 12 | 1 | 5  | 38 | 24 | +14  |
| 2    | Akademisk Boldklub | 23  | 18 | 10 | 3 | 5  | 42 | 28 | +14  |
| 3    | BK Frem Copenhague | 21  | 18 | 8  | 5 | 5  | 34 | 27 | +7   |
| 4    | KB Copenhague      | 18  | 18 | 6  | 6 | 6  | 31 | 27 | +4   |
| 5    | Esbjerg fB         | 18  | 18 | 7  | 4 | 7  | 38 | 37 | +1   |
| 6    | Køge BK (T)        | 17  | 18 | 6  | 5 | 7  | 32 | 37 | -5   |
| 7    | B 1909 Odense (P)  | 16  | 18 | 6  | 4 | 8  | 28 | 33 | -5   |
| 8    | Boldklubben 1903   | 15  | 18 | 6  | 3 | 9  | 21 | 28 | -7   |
| 9    | Skovshoved IF      | 14  | 18 | 4  | 6 | 8  | 26 | 37 | -11  |
| 10   | OB Odense          | 13  | 18 | 6  | 1 | 11 | 30 | 42 | -12  |

|  | Qualification pour la Coupe des clubs champions 1955-1956                                      |
|  | Relégation en deuxième division                                                                |
|  | (T) : Tenant du titre (C) : Vainqueur de la Coupe du Danemark (P) : Promu de deuxième division |

### Matchs
| Résultats (▼dom., ►ext.) | AB  | Aarh | Bold | B1909 | Esbj | Frem | KB  | Køge | OB  | Skov |
| Akademisk Boldklub       |     | 1-3  | 1-2  | 4-2   | 2-1  | 0-0  | 1-3 | 3-2  | 2-1 | 7-2  |
| AGF Aarhus               | 4-3 |      | 3-0  | 1-0   | 6-2  | 2-1  | 1-1 | 2-3  | 4-1 | 1-3  |
| Boldklubben 1903         | 2-2 | 0-2  |      | 1-2   | 2-3  | 2-4  | 0-3 | 0-1  | 1-0 | 2-0  |
| B 1909 Odense            | 0-3 | 3-0  | 3-2  |       | 2-2  | 2-4  | 1-3 | 2-2  | 1-1 | 5-2  |
| Esbjerg fB               | 3-2 | 1-2  | 1-2  | 1-0   |      | 3-1  | 1-0 | 3-4  | 3-4 | 1-1  |
| BK Frem Copenhague       | 0-1 | 1-2  | 0-0  | 1-0   | 3-3  |      | 0-4 | 3-1  | 5-1 | 3-1  |
| KB Copenhague            | 2-2 | 0-1  | 1-1  | 1-2   | 2-1  | 1-1  |     | 2-5  | 2-4 | 1-2  |
| Køge BK                  | 1-2 | 1-0  | 0-2  | 1-1   | 1-2  | 2-4  | 1-1 |      | 2-1 | 2-2  |
| OB Odense                | 0-3 | 0-2  | 2-1  | 4-1   | 1-5  | 1-2  | 2-3 | 5-1  |     | 1-4  |
| Skovshoved IF            | 0-3 | 3-2  | 0-1  | 0-1   | 2-2  | 1-1  | 1-1 | 2-2  | 0-1 |      |

## Bilan de la saison
| Tableau d'Honneur                   |            |
| Compétition                         | Vainqueur  |
| Championnat du Danemark de football | AGF Aarhus |
| Coupe du Danemark de football       | AGF Aarhus |

| Qualifications continentales        |            |
| Coupe des clubs champions 1955-1956 | Qualifié   |
| Premier tour                        | AGF Aarhus |

| Promotion et relégation      |           |
| Relégué en deuxième division | OB Odense |
| Promu en Meistersbaksserien  | AI Aarhus |